# Klaus Ammann (Botaniker)
Klaus Ammann (* 6. Dezember 1940 in Bern; † 12. April 2023 in Neuenburg) war ein Schweizer Botaniker und Universitätsprofessor. Er tat sich besonders in der Forschung mit und über Flechten (Chemotaxonomie von Mikroflechten), im Biomonitoring sowie bei der Risikobewertung vertikalen Genflusses in Europa hervor.

## Leben
Als Ammann 23 Jahre alt war, starb sein leiblicher Vater. Ammann studierte an der Universität Bern und forschte im Zuge dessen im Jahre 1966 auch an der Universität Bergen in Norwegen, bevor er 1972 seine Dissertation über die Geschichte der Vegetation und der Gletscher in den Alpen mit summa cum laude bei Max Welten ablegte. In der Folge trat er in der Funktion eines wissenschaftlichen Mitarbeiters der Universität unter anderem bei der Zusammenstellung des Schweizer Atlas für Pflanzendistribution in Erscheinung und gründete die erste Forschungsgruppe für Lichenologie des Landes. 1975 folgte ein weiteres Forschungsjahr an der Duke University in North Carolina, und ab 1976 war Ammann Dozent für Biodiversität und Vegetationsökologie am geobotanischen Institut der Universität Bern. 1992 reiste er für Forschungen an die University of the West Indies nach Jamaika und vier Jahre später, 1996, ernannte man ihn zum Direktor des Botanischen Gartens Bern, der Teil der Universität ist. Im Alter von 59 Jahren wurde er 2000 in Bern als Honorarprofessor geehrt und nahm 2003 ein Sabbatical im Missouri Botanical Garden in St. Louis. Die Position als Gartendirektor hatte er ebenso wie seine Professur bis zu seiner Pensionierung und Emeritierung am 28. Februar 2006 inne.
In der Folge war der Botaniker von 2006 bis 2008 für zwei Jahre als Gastdozent in der Arbeitsgruppe „Biotechnologie und Gesellschaft“ der Technischen Universität Delft tätig, hielt 2009 eine Gastvorlesung an der Sabancı-Universität in Istanbul und referierte an der ETH Zürich über die Möglichkeiten des Biomonitoring bei der Untersuchung von Luftverschmutzung.
Ammann war von 1995 bis 2007 Mitglied des Komitees für Biologische Sicherheit der Schweizer Regierung, Vorsitzender der European Group of Plant Specialists, der Schweizer Abordnung bei einem EU-Projekt zur Untersuchung des Genflusses von Kreuzblütengewächsen in Europa, Mitglied im Komitee der International Union for Conservation of Nature and Natural Resources für Planta Europa und 2002 Vorstandsmitglied von Planta Europa, von 1998 bis 2004 Vorsitzender des Expertenkomitees Pflanzenerhaltung des Europarates und darüber hinaus an der Ausarbeitung der Roten Liste gefährdeter Arten für den europäischen Bereich beteiligt. Der gebürtige Berner war Mitglied der Eidgenössischen Fachkommission für die Biologische Sicherheit (EFBS) und Mitglied im Schweizer National Fonds. Ferner arbeitete er am finnischen Atlas Florae Europaeae Helsinki und der griechischen Caryological Data Base Patras mit.

## Position zur Gentechnik
„Ich bin weder Befürworter der Gentechnologie noch ein Gegner der Bioproduktion. Ich fordere aber ein Zusammengehen von Biotechnologie und Biobauern. Der Grabenkrieg fruchtet nichts.“

Ammann sah in der Gentechnik und vor allem der Biotechnologie eine grosse Chance für eine ökologischere Landwirtschaft und vertrat die Ansicht, die bisherigen Verfahren gewöhnlicher Landwirtschaft würden der herrschenden Biodiversität massiven Schaden zufügen. Ziel müsse es mittelfristig sein, die Menschheit mit genügend Lebensmitteln versorgen zu können, weshalb man immer mehr als Nahrungsmittel gedachte Pflanzen auf immer kleinerem Raum anpflanzen und gleichzeitig als nahezu ebenso wichtige Aufgabe versuchen müsse, eine grösstmögliche Biodiversität zu erhalten. Der seiner Ansicht nach beste und effizienteste Weg hierfür sei die Biotechnologie. Wiederholt wies er in der Vergangenheit darauf hin, dass er in all den Jahren seines Forschens keine Studie gesehen hätte, die den Beweis für einen permanenten negativen Einfluss auf die Biodiversität durch gentechnisch veränderte Früchte erbrächte. Der Schweizer bemängelt das Lagerdenken in den entsprechenden Diskussionen und spricht in diesem Zusammenhang von „Life-Science-Krawatten-Bürschchen“ auf der einen und „Fortschrittsverdrossenen, die mit dem Rückspiegel durchs Leben fahren“ auf der anderen Seite. Im Jahre 2003 prognostizierte er allerdings eine Auflösung der Fronten innerhalb von zehn Jahren. Um seine Positionen zu vertreten, trat Ammann im Jahre 2006 auch in einem Werbevideo des Herbizide und gentechnisch verändertes Saatgut vertreibenden Konzerns Monsanto auf. Zudem wurde er als Redner zu zahlreichen entsprechenden internationalen Konferenzen eingeladen.
Klaus Ammann wurde von seinen Kritikern vielfach dafür gerügt, eng mit gentechnisch arbeitenden Unternehmen zusammenzuarbeiten und sich teilweise seine Forschungsarbeit durch diese finanzieren zu lassen. Auch seine Tätigkeiten in diversen als Lobbyorganisationen angesehenen Instituten war Teil der Kritik. So gründete er bereits 1992 die International Society Biotechnology Research (ISBR) und 1998 folgte der Wissenschaftlerkreis Grüne Gentechnik. Er war ausserdem Vorstandsmitglied im Public Research Regulation Initiative (PRRI) und in deren Arbeitsgruppen „Public Sector Research“ und „Future Issues“ aktiv. Von 2002 bis 2005 war er in der Organisation der Vereinten Nationen für industrielle Entwicklung Mitarbeiter sowohl in der „Global Initiative on Education in biotechnology“ als auch im „Compendium on Risk Assessment Research“. Er war Vorsitzender der Sektion für Biodiversität der European Federation of Biotechnology (EFB), war Mitglied der Kommission Grüne Gentechnik der Akademien der Wissenschaften war von 1999 bis 2004 in der Gruppe „Risk assessment on transgenic crops“ des Projektes Assessment of the Impacts of Genetically Modified Plants (AIGM) tätig, wo er auch Vorstandsmitglied war. Darüber hinaus arbeitete er zwischen 2004 und 2006 als Vorstandsmitglied bei Africa Hervest, einer Organisation, die die Einführung von Gentechnisch veränderten Organismen in Afrika beschleunigen will.